# Port Vale FC
Port Vale FC är en engelsk professionell fotbollsklubb i Burslem i Stoke-on-Trent, grundad 1876 eller möjligen 1879. Hemmamatcherna spelas på Vale Park. Smeknamnet är The Valiants eller The Vale. Klubben spelar i League One säsongen 2025-26, efter uppflyttning.

## Historia

Klubbens ligaplaceringar från och med 1892.

Det råder viss oklarhet angående vilket år klubben grundades. Enligt klubbens logotyp och officiella webbplats var det 1876, men senare efterforskningar har visat att det kanske var 1879. 1884 började klubben spela sina hemmamatcher i Burslem och bytte då namn till Burslem Port Vale FC, men efter bara något år flyttade man till Cobridge, där man spelade till 1913.
1892 var Burslem Port Vale med och grundade Second Division i The Football League efter några bra säsonger i Midland Football League. Förutom två säsonger i Midland Football League 1896–1898 spelade klubben därefter i Second Division till och med säsongen 1906/07, med som bäst en sjundeplats säsongen 1893/94. Därefter gick klubben i konkurs, men en annan klubb, Cobridge Church, ansökte om och fick rätt att byta namn till Port Vale och spelade de följande säsongerna i olika lokala ligor, där man vann North Staffordshire & District League säsongen 1909/10.
Port Vale flyttade till Hanley och den nya hemmaarenan Old Recreation Ground 1913 och sex år senare gjorde man comeback i Second Division efter att Leeds City hade slängts ut ur The Football League åtta matcher in på säsongen. Port Vale fick överta Leeds Citys plats och resultat fram till dess. Den här gången spelade man tio säsonger i Second Division innan man säsongen 1928/29 kom näst sist och åkte ned till Third Division North. Den divisionen vann man genast och var tillbaka i Second Division, där man spelade i sex säsonger med som bäst en femteplats säsongen 1930/31, klubbens högsta ligaplacering någonsin.
Säsongerna före och efter andra världskriget spelade Port Vale i Third Division North eller South. Den nya hemmaarenan Vale Park invigdes 1950. Säsongen 1953/54 vann klubben Third Division North överlägset och samma säsong gick man även till semifinal i FA-cupen, där man förlorade med 1–2 mot West Bromwich Albion. Efter tre säsonger i Second Division kom klubben sist och åkte ned till Third Division South, där en 15:e plats innebar att man nästföljande säsong placerades i den nybildade Fourth Division.
Klubbens första säsong i fjärdedivisionen slutade med divisionsseger och uppflyttning till Third Division, men man åkte ned igen efter 1964/65 års säsong. Efter fem säsonger i Fourth Division gick man återigen upp till Third Division efter säsongen 1969/70, men åkte ned igen åtta säsonger senare. Därefter pendlade man ytterligare mellan Third och Fourth Division innan man säsongen 1988/89 gick upp till Second Division, efter att ha kommit på tredje plats i Third Division, för första gången på 32 år.
Efter tre säsonger i Second Division kom Port Vale sist säsongen 1991/92 och åkte ned till tredje högsta divisionen, vilken säsongen efter också hette Second Division efter bildandet av FA Premier League. Den säsongen vann klubben Football League Trophy efter vinst i finalen på Wembley med 2–1 mot Stockport County. Nästföljande säsong flyttades man upp till First Division efter en andraplats och därefter spelade klubben sex säsonger i näst högsta divisionen; som bäst blev man åtta säsongen 1996/97.
Säsongen 2000/01 var Port Vale således nere på nivå 3 igen, men den säsongen vann man för andra gången Football League Trophy. Denna gång slog man Brentford i finalen med 2–1 på Millennium Stadium i Cardiff. Nästa upp- eller nedflyttning inträffade efter säsongen 2007/08, då man kom näst sist i League One, som tredjedivisionen bytt namn till. Efter fem säsonger i League Two gick man upp igen efter säsongen 2012/13 då man blev trea, men fyra säsonger senare åkte man ned igen efter att ha kommit tredje sist. Nästföljande säsong, 2017/18, tangerade man den sämsta placeringen i klubbens historia i ligan med en 20:e plats (lika illa som 1979/80).

## Rivaler
Klubbens ärkerivaler är Stoke City, men matcher mot Crewe Alexandra klassas också som derbyn fastän staden Crewe är belägen i södra Cheshire.

## Berömda supportrar
Bland klubbens berömda skara av fans finns sångaren Robbie Williams, som växte upp i Stoke-on-Trent. I februari 2006 köpte han aktier i klubben för ett värde av 240 000 pund.

## Spelartrupp
| 1  | Slovakien  | Marko Maroši | 23 oktober 1993 | Cambridge United (-25) |
| 13 | England    | Ben Amos     | 10 april 1990   | Wigan Athletic (-24)   |
| 29 | England    | Arron Davies | 31 augusti 2006 | Port Vale FC           |
| -  | Australien | Joe Gauci    | 4 juli 2000     | Aston Villa (-25)      |

| 2  | Wales   | Mitch Clark       | 13 mars 1999      | Accrington Stanley (-23) |
| 3  | England | Jaheim Headley    | 24 september 2001 | Huddersfield Town (-25)  |
| 4  | England | Ben Heneghan      | 19 september 1993 | Fleetwood Town (-24)     |
| 5  | England | Connor Hall       | 23 maj 1993       | Colchester United (-24)  |
| 6  | England | Jordan Gabriel    | 25 september 1998 | Blackpool (-25)          |
| 15 | Guyana  | Liam Gordon       | 15 maj 1999       | Walsall (-25)            |
| 22 | England | Jesse Debrah      | 1 maj 2000        | FC Halifax Town (-23)    |
| 23 | England | Jack Shorrock     | 28 april 2007     | Port Vale FC             |
| 24 | England | Kyle John         | 13 februari 2001  | Everton (-24)            |
| 25 | England | Cameron Humphreys | 22 augusti 1998   | Rotherham United (-25)   |
| 30 | England | Ben Lomax         | 26 oktober 2005   | Port Vale FC             |
| 42 | England | Sam Hart          | 10 september 1996 | Sutton United (-24)      |

| 7  | Skottland | George Byers   | 29 maj 1996       | Sheffield Wednesday (-24) |
| 8  | England   | Ben Garrity    | 12 februari 1997  | Blackpool (-21)           |
| 12 | England   | Rhys Walters   | 18 november 2005  | Port Vale FC              |
| 14 | Belgien   | Funso Ojo      | 28 augusti 1991   | Aberdeen (-22)            |
| 18 | England   | Ryan Croasdale | 26 september 1994 | Stockport County (-24)    |
| 20 | England   | Rico Richards  | 27 september 2003 | Aston Villa (-25)         |
| 26 | Irland    | Jordan Shipley | 26 september 1997 | Shrewsbury Town (-25)     |

| 9  | England     | Jayden Stockley | 15 september 1993 | Fleetwood Town (-24)  |
| 10 | Schweiz     | Lorent Tolaj    | 23 oktober 2001   | Aldershot Town (-24)  |
| 11 | Irland      | Ronan Curtis    | 29 mars 1996      | AFC Wimbledon (-24)   |
| 17 | Irland      | Ruari Paton     | 9 augusti 2000    | Queen's Park (-24)    |
| 19 | Nya Zeeland | Ben Waine       | 11 juni 2001      | Plymouth Argyle (-25) |
| 21 | England     | James Plant     | 3 november 2004   | Port Vale FC          |
| -  | Gambia      | Mo Faal         | 11 februari 2003  | Wrexham (-25)         |

Not: Spelare i kursiv stil är inlånade.

### Utlånade spelare
| Nr | Land    | Pos | Namn                                                  |
| -- | ------- | --- | ----------------------------------------------------- |
| —  | England | MF  | Liam Brazier (i Warrington Town till 31 maj 2026)     |
| —  | England | MF  | Logan Cousins (i Kidsgrove Athletic till 31 maj 2026) |

| Nr | Land    | Pos | Namn                                               |
| -- | ------- | --- | -------------------------------------------------- |
| —  | England | F   | Zayn Sadiq (i Kidsgrove Athletic till 31 maj 2026) |

### Berömda tidigare spelare
- Sagi Burton
- Robbie Earle
- Neville Southall

## Meriter

### Liga
- The Championship eller motsvarande (nivå 2): Femma 1930/31 (högsta ligaplacering)
- League One eller motsvarande (nivå 3): Mästare 1929/30 (North), 1953/54 (North); Tvåa och uppflyttade 1993/94; Playoffvinnare 1988/89
- League Two eller motsvarande (nivå 4): Mästare 1958/59; Trea och uppflyttade 1982/83, 2012/13; Fyra och uppflyttade 1969/70, 1985/86; Playoffvinnare 2021/22
- North Staffordshire & District League: Mästare 1909/10

### Cup
- FA-cupen: Semifinal 1953/54
- EFL Trophy: Mästare 1992/93, 2000/01
- Staffordshire Senior Cup: Mästare 1919/20, 2000/01; Final 1899/00, 2009/10, 2013/14
- Birmingham Senior Cup: Mästare 1912/13; Final 1898/99, 1899/00, 1913/14
- Anglo-italienska cupen: Final 1995/96
- Debenhams Cup: Final 1977